# Empis vicina
Empis vicina är en tvåvingeart som beskrevs av Lynch Arribalzaga 1878. Empis vicina ingår i släktet Empis och familjen dansflugor. Inga underarter finns listade i Catalogue of Life.